# Devil's Crush
Devil's Crush — appelé Devil Crash au Japon — est un jeu vidéo de flipper développé par Compile et édité par Naxat en 1990 sur PC Engine. Il s'agit du deuxieme titre de la série Crush Pinball. Le jeu a été converti par Technosoft sur Mega Drive en 1992 sous le nom de Devil Crash MD au Japon et Dragon's Fury en Occident.
Il s'agit de la suite de Alien Crush, sorti en 1988 sur PC Engine. Le jeu se déroule dans un univers médiéval fantastique.

## Équipe de développement de la version PC Engine
- Musique originale : Toshiaki Sakoda (迫田 敏明?)

## Équipe de développement de la version Mega Drive
- Programmation : Indick MST, Yotaro, Zako
- Graphismes : Gaja, Hunter, KRP, Shion, Silver Hammer, Two Socks, Ushimatsu,
- Musique : Funky Surounin, alias Toshiharu Yamanishi (山西 利治?) ; Omen ; Yunker Matai
- Direction : Myhome Papa
- Production : Sigotonin

## Réédition
Le jeu a été réédité en 2007 sur la Console virtuelle de la Wii.